# Juniperus nana
Lo Juniperus nana Willd. (Juniperus communis subsp. nana) è un arbusto appartenente alla famiglia delle Cupressaceae.
Il ginepro nano è un tipo di ginepro eurasiatico e lo si trova tra i 1500 e i 2500 m di altitudine.
Viene anche coltivata a scopo ornamentale per il suo portamento strisciante e tappezzante e il profumo pungente e gradevole.